# Le Deuxième Monde
Le Deuxième Monde (z franc. Drugi świat), stylizowane jako Le 2eme Monde – wirtualny świat stworzony przez Canal+ Multimedia oraz Cryo Interactive, który zaczął działać w 1997 roku, a zamknięty został w lutym 2002 roku. Projekt był rodzajem wirtualnej rzeczywistości, podobnej do takich środowisk jak Second Life czy IMVU.
Gracze mogli tworzyć własne awatary i przemieszczać się po trójwymiarowej mapie Paryża. Ich społeczność otrzymała nazwę les Bimondiends (dwuświatowcy). Z początku gra była rozpowszechniana na płytach CD w wersji pay-per-play działającej na silniku stworzonym przez Cryo, ale pod koniec 1998 roku przekonwertowano ją do formatu VRML i dzięki pluginowi Blaxxun została udostępniona za darmo. Pierwotna wersja, na płycie, kosztowała w 1997 roku 349 franków.
W tamtym okresie Le Deuxième Monde był niezwykle nowatorskim projektem, ocenianym jako jeden z pierwszych przykładów metawersum. Powstał znacznie wcześniej niż podobne do niego Second Life (2003); w samej Francji był pierwszym tego typu projektem.
Wewnątrz Le Deuxième Monde istniała agencja reklamowa o nazwie Numériland, pozwalająca na promocję wielu firm w wirtualnym środowisku. Istniały także modele sklepów odwzorowujące prawdziwe marki.
W 2001 roku Canal+ porzuciło Le Deuxième Monde. Założona została grupa Association des Bimondiens (ADB) (z franc. Stowarzyszenie Dwuświatowców) skupiająca korzystających z metawersum, aby przejąć zarządzanie i prowadzenie strony. Mimo starań fanów, witryna Le Deuxième Monde została zamknięta w 2002 roku.